# Erytropoeza

Hemopoeza w rozwoju ontogenetycznym człowieka

Erytropoeza – proces namnażania i różnicowania erytrocytów w szpiku kostnym oraz różnych innych narządach (np. śledzionie), regulowany w głównej mierze przez erytropoetynę. Do jego prawidłowego przebiegu wymagana jest obecność wielu związków chemicznych (m.in. witaminy B12 i kwasu foliowego).
U człowieka proces ten trwa około 90 dni i składa się z następujących etapów:
1. Wieloczynnościowa komórka macierzysta różnicuje w duży proerytroblast.
2. Jądro komórkowe oraz cytoplazma proerytroblastu ulegają dehydratacji, przekształcając go w mniejszy erytroblast (który wytwarza już hemoglobinę).
3. Dochodzi do rozpadu większości organelli erytroblastu (u ssaków układ siateczkowo-śródbłonkowy fagocytuje również jądro komórkowe), przekształcając go w retikulocyt, który w kolejnym kroku przekształca się w dojrzały erytrocyt.

Wzmożona erytropoeza jest obserwowana w wyniku utraty dużej ilości krwi lub w warunkach długotrwałej hipoksji (niedotlenienia).